# Pavillons de l'Expo 2025

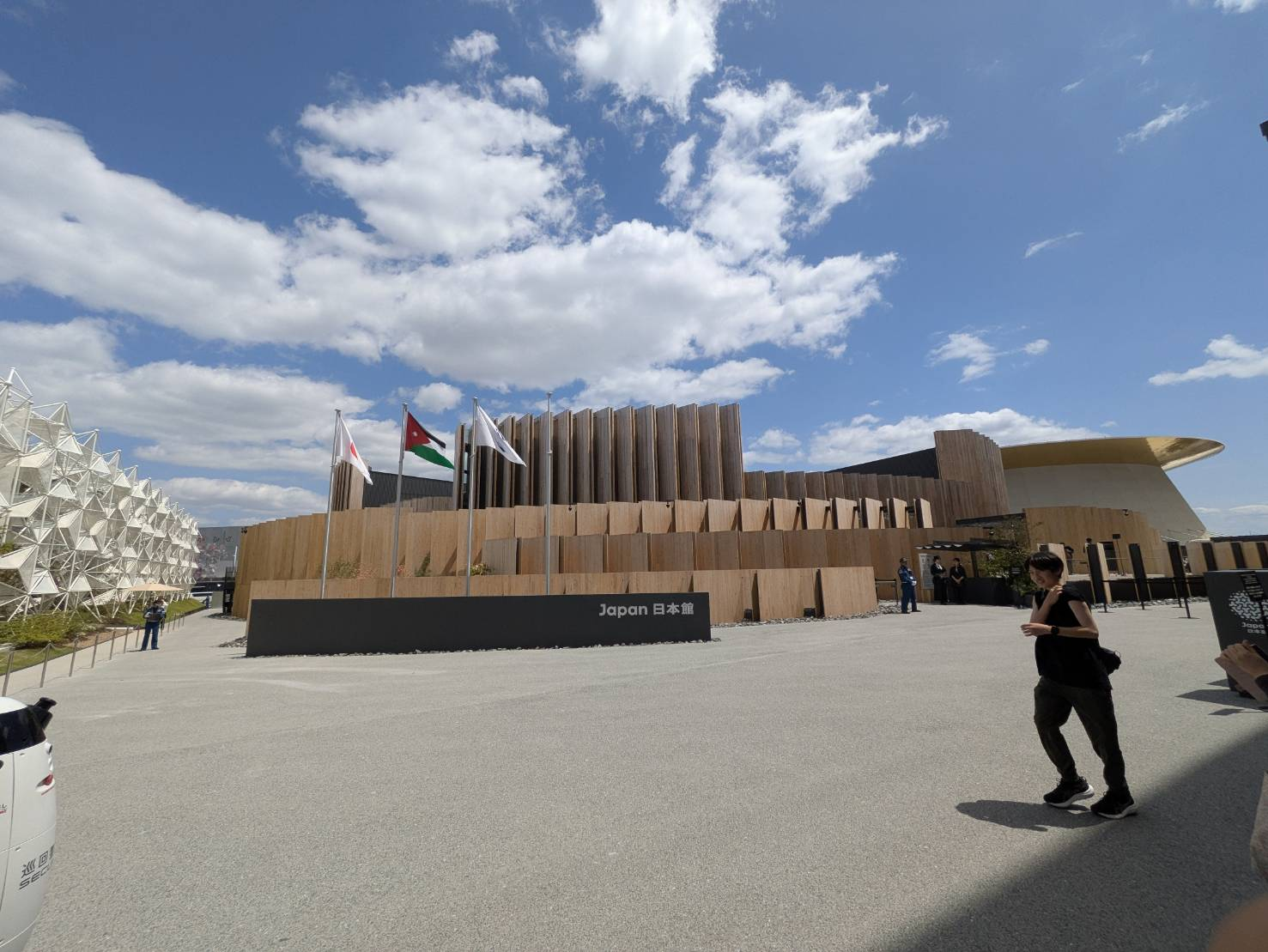
Pavillon du Japon par Nikken Sekkei et Oki Sato,

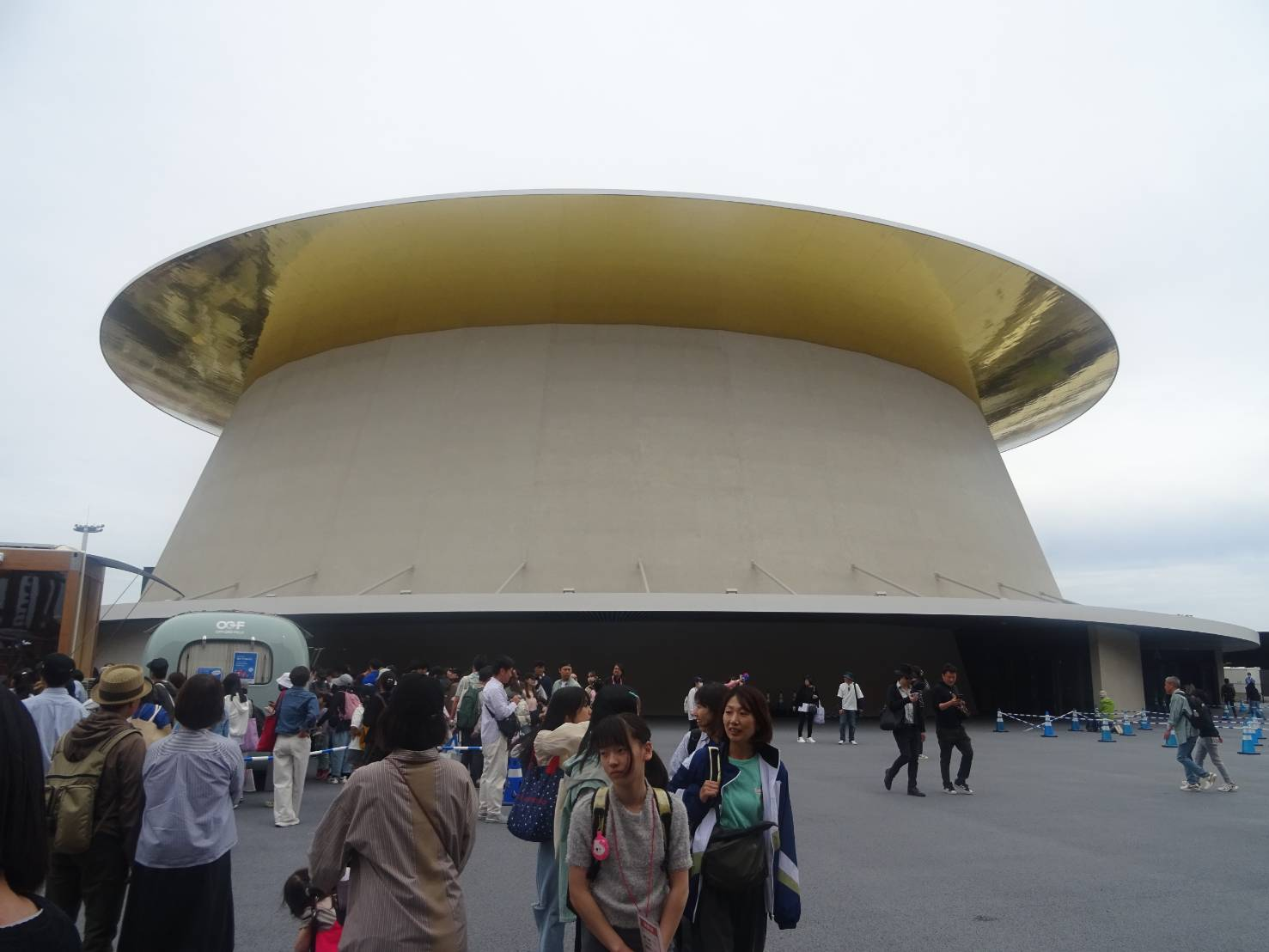
Amphitéâtre Shinning Hat par Toyo Ito and Associates,

Expo 2025 (2025年日本国際博覧会, Nisennijugonen-nihon-kokusai-hakurankai) est une exposition universelle à Osaka au Japon se déroulant du 13 avril au 13 octobre 2025. Les pavillons de l'expo ont été ou sont en cours de construction selon quatre types : A, X, B, C. Pour le type A, les pays participants ont planifié et construit entièrement le pavillon par eux-mêmes. Pour le type X, l'association de l'expo a construit le pavillon à leur place. Pour les types B et C, l'association de l'expo construit un bâtiment que les pays utilisent pour installer des stands ou utiliser une salle. Sur les 158 nations et régions participantes, 47 ont utilisé le type A, 5 ont utilisé le type X. Le nombre de pavillons entièrement construits par les pays participants a diminué de 11 par rapport à l'Expo 2020 précédente. Il y a un total de 188 pavillons, dont 152 représentent des pays participants, 13 sont organisés par le secteur privé, 8 pavillons « signature », et 15 sont organisés par des organisations et le gouvernement japonais. Au 11 avril, deux jours avant le début de l'exposition, 39 des 42 pavillons de type A étaient terminés, tandis que les pavillons de l'Espagne, du Népal et de la Roumanie n'étaient pas prêts à ouvrir à ce moment-là. À la date d'ouverture de l'Expo 2025, les pavillons du Népal, de l'Inde, du Viêt Nam et du Brunei n'étaient pas prêts à ouvrir, tandis que les pavillons de la Pologne, du Koweït et du Turkménistan étaient fermés au public le 13 avril.

## Aperçu

### Participation
Les pavillons de l'expo ont été ou sont en cours de construction selon quatre types : A, X, B, C. Pour le type A, les pays participants ont planifié et construit le pavillon entièrement par eux-mêmes. Pour le type X, l'association de l'expo a construit le pavillon à leur place. Pour les types B et C, l'association de l'expo construit un bâtiment que les pays utilisent pour installer des stands ou utiliser une salle.
Certains pays ont retiré leur participation, tels que la Grèce, le Mexique, l'Estonie, l'Argentine, Niue, la Russie, l'Afghanistan, le Niger. Ces retraits ont été causés par des facteurs tels que des problèmes financiers, l'instabilité politique et des relations négatives avec le Japon, notamment avec la Russie après l'invasion russe de l'Ukraine. Des pays comme l'Iran se sont retirés de l'expo après que les structures du bâtiment aient été achevées. Au début de l'expo, environ 158 nations et régions participaient à l'expo.
Parmi les nations et régions participantes, 47 ont utilisé le type A, 5 ont utilisé le type X. Le nombre de pavillons entièrement construits par les pays participants a diminué de 11 par rapport à l'Expo 2020 précédente. Il y a un total de 188 pavillons, dont 161 représentent les pays participants et 15 sont organisés par des organisations et le gouvernement japonais,,.

### Systèmes d'entrée
L'exposition ayant introduit des billets numériques et des réservations sous le slogan « L'expo sans files d'attente », certains pavillons nécessitent des réservations pour être visités. Certains pavillons, tels que les pavillons de type C, plusieurs pavillons de type A comme le pavillon nordique, et certains pavillons nationaux n'ont pas introduit ce système de réservation. En raison de personnes n'arrivant pas à temps aux pavillons qu'elles avaient réservés, les portes ont commencé à ouvrir cinq à dix minutes plus tôt à partir du 25 mai.

### Retards dans la construction et l'ouverture

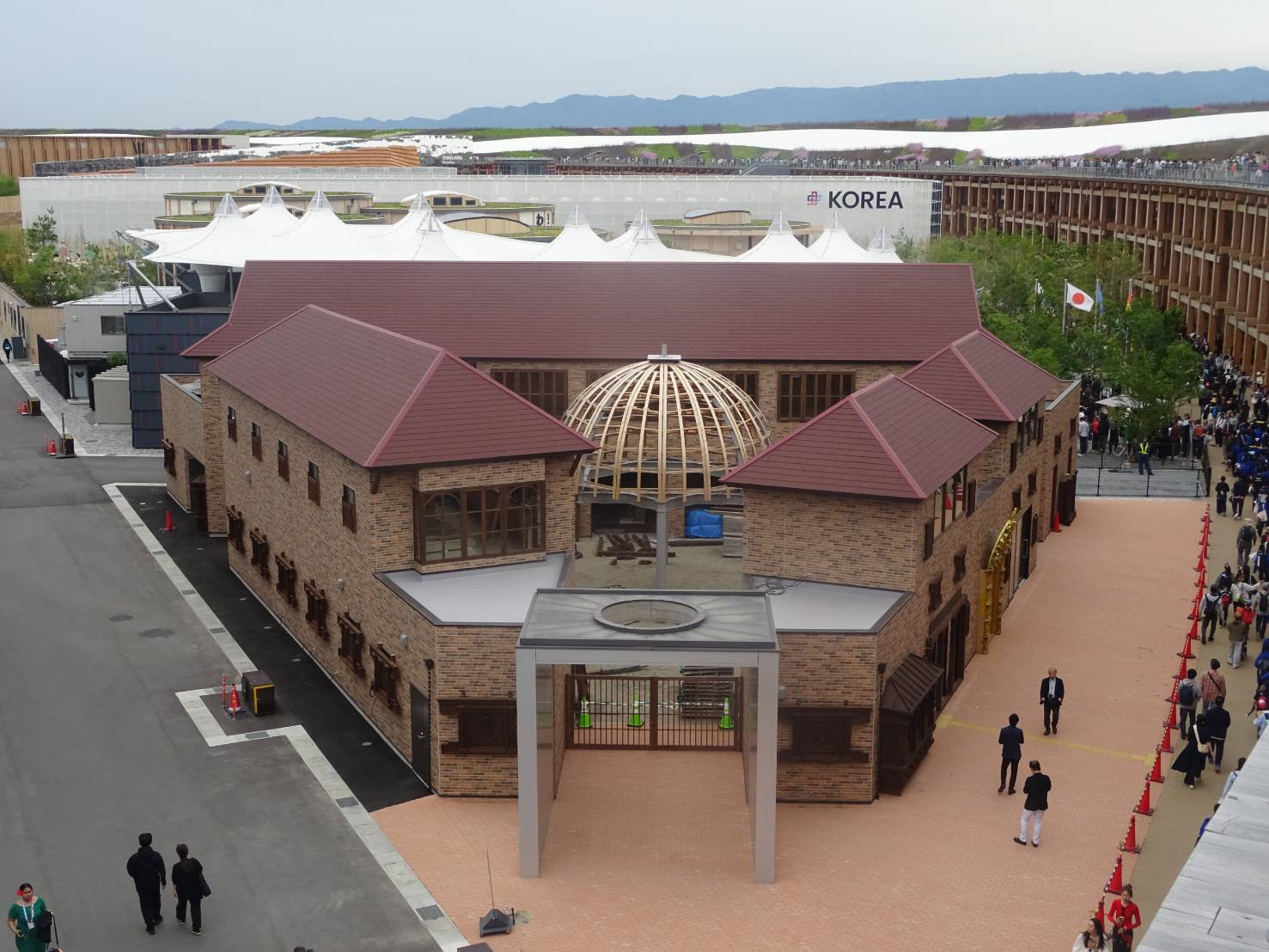
Vue du pavillon du Népal avec un intérieur incomplet (17 mai 2025)

Les préoccupations concernant les difficultés de construction avaient déjà été soulevées vers juin 2023. Yumeshima, le site de l'expo, manquait d'électricité et d'eau pendant la majeure partie de la durée des travaux de construction. Bien que les constructions des pavillons internationaux étaient prévues pour se terminer vers la mi-octobre 2024, la construction de nombreux pavillons a été retardée. Le pavillon de Malte n'a commencé sa construction qu'en décembre 2024. Seuls trois pavillons ont terminé leur construction au 27 décembre. En mars 2025, cinq pavillons supplémentaires ont achevé leur construction. Au 11 avril, deux jours avant le début de l'expo, 39 des 42 pavillons de type A étaient terminés, tandis que les pavillons de l'Espagne, du Népal et de la Roumanie n'étaient pas prêts à ouvrir à ce moment-là,. À la date d'ouverture de l'Expo 2025, les pavillons du Népal, de l'Inde, du Vietnam, du Brunei et du Chili n'étaient pas prêts à ouvrir, tandis que les pavillons de la Pologne, du Koweït et du Turkménistan étaient fermés au public le 13 avril. Les pavillons du Brésil, dont l'ouverture avait été retardée en raison d'un incendie, et du Chili ont ouvert le 16 avril. Certains pavillons ont ouvert avant d'être prêts. Le pavillon de l'Angola a été temporairement ouvert pour le premier jour de l'expo, mais le pavillon est fermé depuis ce jour. Le pavillon du Vietnam a ouvert le 30 avril, et les pavillons de l'Inde et du Brunei ont ouvert le 1er mai. En mai, seul le pavillon du Népal n'avait pas encore terminé sa construction ou ouvert.
Le 22 avril, il a été découvert que la construction du pavillon du Népal avait été interrompue en raison du manque de paiements pour le coût du pavillon. Bien que les autorités népalaises aient payé les coûts pour le début de la construction, elles n'ont effectué aucun paiement par la suite, forçant l'arrêt de la construction vers janvier 2025. L'Association de l'Expo a révélé le 20 mai qu'il y avait eu trois signalements de constructions impayées en avril. Il a également été remarqué que les entreprises de construction qui ont construit le pavillon de l'Angola n'avaient pas de permis de construire et n'avaient aucune expérience préalable dans la construction.

### Critiques sur les expositions
Certaines expositions et éléments de quelques pavillons ont été critiquées pour leur manque de contenu ou leurs inexactitudes. Les expositions à l'intérieur du pavillon de la Thaïlande ont fait l'objet de critiques de la part des citoyens sur les médias sociaux, qui ont fait part de leur déception quant à la qualité de l'exposition elle-même et à l'absence de Ya mong (en) dans les magasins de souvenirs, pourtant très fréquentés par les touristes étrangers. Le pavillon britannique a essuyé des critiques négatives pour avoir servi le thé de l'après-midi dans des gobelets en carton et sur des présentoirs vendus chez IKEA, avec des rumeurs selon lesquelles le gâteau était un gâteau industriel. L'ambassade britannique au Japon s'est rapidement excusée pour l'incident et a amélioré le service au pavillon, mettant fin aux critiques contre le thé de l'après-midi, avec une réponse rapide qui a été saluée en ligne.

### Réutilisation des pavillons après l'exposition
Il a été confirmé que plusieurs pavillons allaient être réaffectés ou que leurs matériaux allaient être réutilisés pour d'autres structures. Le pavillon des femmes verra ses matériaux réutilisés dans le cadre de l'exposition horticole qui aura lieu à Yokohama en 2027. Le pavillon du gaz a utilisé des pièces généralement utilisées pour des constructions à grande échelle, qui seront rendues à la société propriétaire après l'exposition. Le pavillon des Pays-Bas sera déplacé sur l'île d'Awaji après l'exposition.

## Pavillons Type A ou X
En juillet 2024, quarante-sept pays avaient décidé de construire leurs propres pavillons. L’Italie a été le premier pays à commencer la construction de son pavillon et a d’ailleurs été le seul à commencer en 2023.
| Nom                                                               | Image | Zone,              | Description/Notes |
| ----------------------------------------------------------------- | ----- | ------------------ | --- |
| Allemagne                                                         |       | Connecter des vies | Un ensemble de sept structures rondes en bois conçues par Laboratory for Visionary Architecture. Officiellement nommé « WA! Doitsu », en référence aux mots japonais signifiant « cercle », « harmonie » et « wow ». |
| Angola                                                            |       | Sauver des vies    | |
| Arabie saoudite                                                   |       | Connecter des vies | Un bâtiment angulaire conçu par Foster + Partners inspiré de l'architecture des villages saoudiens, accompagné d'un parvis planté,. |
| Australie                                                         |       | Connecter des vies | Une structure inspirée d'une noix d'eucalyptus, conçue par Buchan. |
| Autriche                                                          |       | Inspirer des vies  | Une structure en spirale inspirée d'une portée musicale, conçue par BWM Architects. Ce pavillon contient trois zones d'exposition et est principalement fait de bois. |
| Azerbaïdjan                                                       |       | Connecter des vies | Une structure conçue par ELEVEN et Bellprat Partner. Sept arches sont reliées au bâtiment principal du pavillon, chacune des arches représentant un aspect culturel ; ceci fait référence au thème du pavillon, « Sept ponts vers la durabilité »,. L'extérieur du bâtiment principal est conçu pour ressembler à des fils entrelacés.   |
| Bahreïn                                                           |       | Inspirer des vies  | Conçu par Lina Ghotmeh, le pavillon s'inspire des sources d'eau douce et de la mer qui entoure Bahreïn,. |
| Belgique                                                          |       | Sauver des vies    | Un pavillon de trois étages conçu par Carré 7 et thématisé autour des trois états de l'eau,. Le toit comprend un restaurant. |
| Bulgarie                                                          |       | Sauver des vies    | [ 49 ] |
| Canada                                                            |       | Inspirer des vies  | Conçu par Rayside Labossière et Guillaume Pelletier, le pavillon est inspiré d'une rivière gelée qui fond au début du printemps. |
| Chine                                                             |       | Inspirer des vies  | Une structure conçue par China Architecture Design Group. L'extérieur est basé sur des lamelles de bambou, affichant les Analectes de Confucius et la poésie chinoise, ; l'intérieur a des écrans circulaires qui affichent des paysages chinois. C'est l'un des plus grands pavillons de type A de l'Expo 2025, s'étendant sur 325 m2,. |
| Cercle nordique - Danemark - Finlande - Islande - Norvège - Suède |       | Inspirer des vies  | Ce pavillon, une structure de 17 mètres de haut conçue par Michele De Lucchi pour représenter une grange nordique,, est un bâtiment modulaire partagé par cinq pays nordiques. En plus des zones d'exposition, il y a un centre d'affaires et un jardin et restaurant sur le toit.                                                       |
| Colombie                                                          |       | Inspirer des vies  | |
| Corée du Sud                                                      |       | Connecter des vies | Conçu par UIA Design Office et Nikkei Design, le pavillon est une structure en béton armé de trois étages. Ce pavillon a un grand écran sur sa façade mesurant 27 mètres de large,. |
| Émirats arabes unis                                               |       | Inspirer des vies  | |
| Espagne                                                           |       | Connecter des vies | Conçu par Néstor Montenegro, Enorme Studio et Smart and Green Design. La structure du pavillon fait référence au courant Kuroshio. |
| États-Unis                                                        |       | Inspirer des vies  | Une structure conçue par Trahan Architects avec deux ailes triangulaires et un cube translucide surélevé flanquant une place centrale,. |
| France                                                            |       | Inspirer des vies  | Une structure cubique conçue par Coldefy & Associés et Carlo Ratti Associati, avec une montée sinueuse menant à un jardin de toiture,. |
| Hongrie                                                           |       | Sauver des vies    | Une structure conçue par Gábor Zoboki, avec un extérieur en bois et papier et un dôme en bois, modelé d'après un paysage rural hongrois,. La structure de trois étages est faite d'acier et de béton semi-armé. |
| Inde                                                              |       | Connecter des vies | Une structure avec un extérieur ressemblant à une fleur de lotus et 70 000 LED sur le toit. L'entrée contient une icône bouddhiste, un monument chakra, et un motif représentant des mains en prière. |
| Indonésie                                                         |       | Connecter des vies | |
| Irlande                                                           |       | Inspirer des vies  | Une structure à deux étages conçue par CT Brand et TSP Taiyo, composée de trois structures cylindriques. L'extérieur est fait de bois irlandais, tandis que l'intérieur est aménagé comme un triskèle avec trois zones distinctes,. |
| Italie                                                            |       | Sauver des vies    | Conçu par Mario Cucinella avec une façade ressemblant à un portique, en plus d'un intérieur avec un schéma de couleurs inspiré de la Renaissance. Comprend trois sections : le Théâtre, la Cité idéale et le Jardin italien,. |
| Japon                                                             |       | Porte Est          | Une structure en forme d'anneau conçue par Oki Sato et Nikken Sekkei et fabriquée en bois lamellé-croisé,. Le pavillon est séparé en trois zones différentes : usine, plante et ferme. Le bois composant le pavillon est prévu pour être réutilisé dans des bâtiments partout au Japon après la fin de l'exposition.                     |
| Koweït                                                            |       | Inspirer des vies  | Conçu par Laboratory for Visionary Architecture avec un toit inspiré d'ailes déployées,. |
| Luxembourg                                                        |       | Connecter des vies | Conçu par STEINMETZDEMEYER et Jangled Nerves, le pavillon est un ensemble de 13 structures cubiques à ossature d'acier (chacune représentant une ville luxembourgeoise différente) recouvertes d'un toit à membrane partagée. |
| Malaisie                                                          |       | Inspirer des vies  | Une structure conçue par Kengo Kuma pour ressembler à une forêt de bambous. Le bâtiment de trois étages a une structure en acier et utilise 5 000 tiges de bambou sur la façade et 500 tiges de bambou supplémentaires à l'intérieur. |
| Malte                                                             |       | Inspirer des vies  | |
| Monaco                                                            |       | Connecter des vies | |
| Oman                                                              |       | Sauver des vies    | |
| Ouzbékistan                                                       |       | Connecter des vies | Une structure modulaire en bois conçue par Atelier Brückner,. La structure triangulaire à deux étages, inspirée de l'architecture de Khiva, mesure 8 mètres de haut, avec une fondation en briques et argile et 300 pièces de bois. Il y a aussi un « jardin du savoir ».                                                                |
| Pays-Bas                                                          |       | Sauver des vies    | Conçu par RAU Architects pour ressembler à un « soleil levant », avec une façade ressemblant à de l'eau ondulante,. |
| Pavillon baltique - Lettonie - Lituanie                           |       | Sauver des vies    | |
| Philippines                                                       |       | Inspirer des vies  | |
| Pologne                                                           |       | Sauver des vies    | |
| Portugal                                                          |       | Inspirer des vies  | Une structure conçue par Kengo Kuma avec une façade flottante qui incorpore des matériaux recyclés de l'industrie maritime, comme des cordes et des filets de pêche,. |
| Qatar                                                             |       | Inspirer des vies  | Une structure conçue par Kengo Kuma avec une façade en tissu blanc et une structure en bois, une référence aux boutres qatariens et à la menuiserie japonaise traditionnelle,. |
| Roumanie                                                          |       | Sauver des vies    | |
| Royaume-Uni                                                       |       | Sauver des vies    | Une structure conçue par Woo Architects avec une façade en panneaux d'aluminium perforés ressemblant à des cartes perforées,. |
| Saint-Siège (partie du pavillon italien)                          |       | Sauver des vies    | |
| Serbie                                                            |       | Connecter des vies | Une structure conçue par Aleatek Studio. |
| Singapour                                                         |       | Sauver des vies    | Une structure sphérique sans fenêtres conçue par DP Architects et connue sous le nom de « Sphère des rêves ». Elle a une façade de 17 mètres composée de plus de 17 000 disques. |
| Suisse                                                            |       | Inspirer des vies  | Un ensemble de structures sphériques conçues par Manuel Herz, avec un revêtement en plastique, une structure modulaire en acier, et des plantes qui l'entourent,. |
| Tchéquie                                                          |       | Inspirer des vies  | Une structure en spirale conçue par Apropos Architects, faite de bois avec une façade en verre, ; l'intérieur a une fresque mesurant 250 mètres de large. |
| Thaïlande                                                         |       | Connecter des vies | |
| Turkménistan                                                      |       | Inspirer des vies  | |
| Turquie                                                           |       | Connecter des vies | |

## Pavillons Type C
Ces pavillons sont situés à l'intérieur de l'un des bâtiments communs (« Common Buildings »), chaque bâtiment commun étant attribué des lettres A à F. Cependant, en raison de changements dans les pays et régions participants, le bâtiment commun E est actuellement inutilisé et rien n'y est prévu.

### Bâtiment commun A

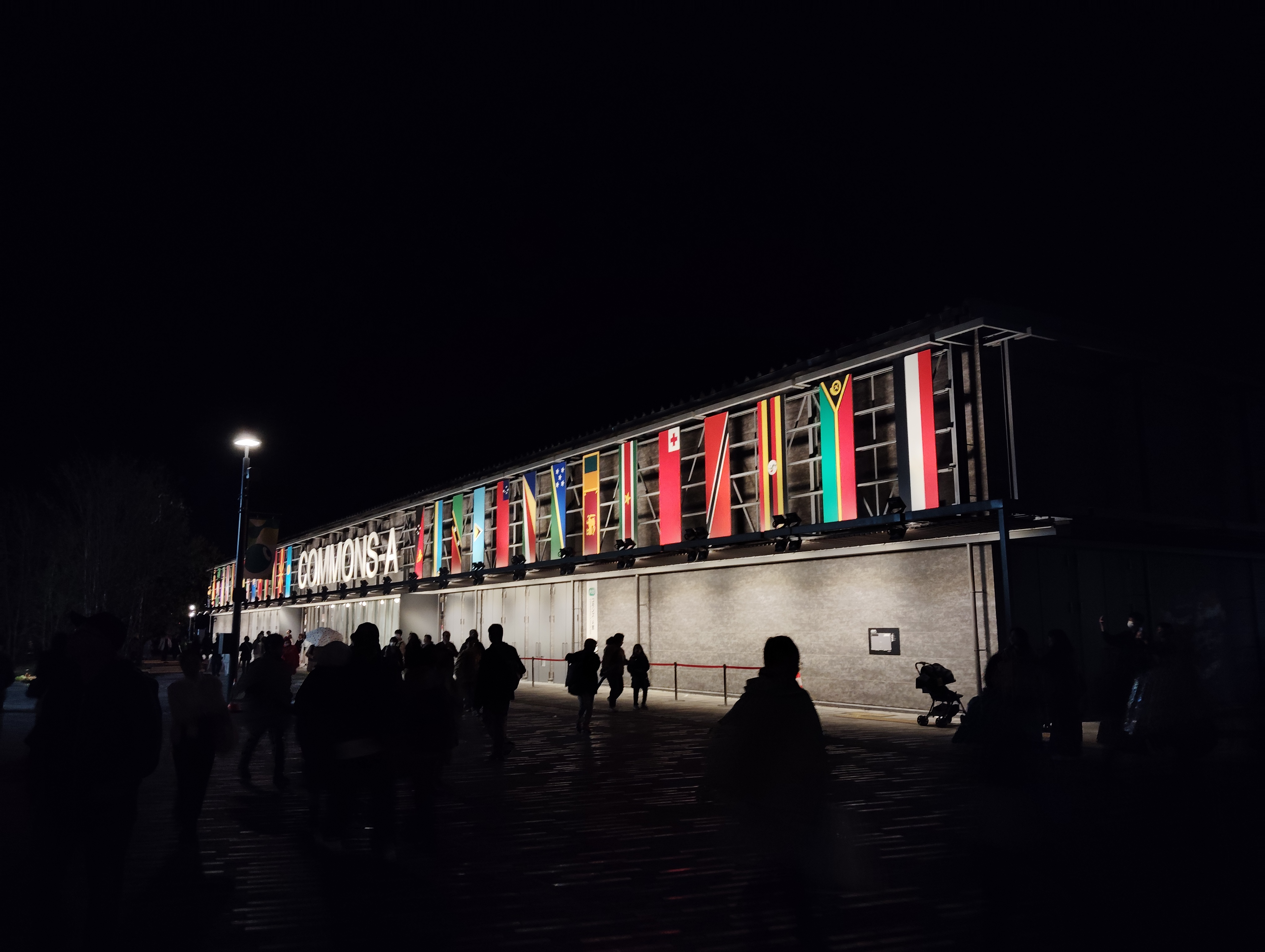
Le bâtiment commun A

Le bâtiment commun A abrite les pavillons de ces 29 nations.
- Barbade
- Bolivie
- Burundi
- Comores
- Eswatini
- Ghana
- Grenade
- Guinée-Bissau
- Kenya
- Kosovo
- Kirghizistan
- Malawi
- Maurice
- Macédoine du Nord
- Palaos
- Papouasie-Nouvelle-Guinée
- Rwanda
- Samoa
- Seychelles
- Suriname
- Îles Salomon
- Sri Lanka
- Saint-Christophe-et-Niévès
- Sainte-Lucie
- Trinité-et-Tobago
- Tonga
- Ouganda
- Vanuatu
- Yémen

### Bâtiment commun B
Le bâtiment commun B abrite les pavillons de ces 26 nations.
- Cap-Vert
- Éthiopie
- Guyana
- Gambie
- Côte d'Ivoire
- Zambie
- Sierra Leone
- Djibouti
- Jamaïque
- Zimbabwe
- Saint-Vincent-et-les-Grenadines
- Somalie
- Tanzanie
- Tchad
- République centrafricaine
- Tuvalu
- Dominique
- Nauru
- Haïti
- Paraguay
- Timor oriental
- Fidji
- Bénin
- États fédérés de Micronésie
- Mauritanie
- Lesotho

### Bâtiment commun C
Le bâtiment commun C abrite les pavillons de ces 11 nations.
- Barbade
- Bolivie
- Burundi
- Comores
- Eswatini
- Ghana
- Grenade
- Guinée-Bissau
- Kenya
- Kosovo
- Kirghizistan
- Malawi
- Maurice
- Macédoine du Nord
- Palaos
- Papouasie-Nouvelle-Guinée
- Rwanda
- Samoa
- Seychelles
- Suriname
- Îles Salomon
- Sri Lanka
- Saint-Christophe-et-Niévès
- Sainte-Lucie
- Trinité-et-Tobago
- Tonga
- Ouganda
- Vanuatu
- Yémen

### Bâtiment commun D
Le bâtiment commun D abrite les pavillons de ces 25 nations.
- Cap-Vert
- Éthiopie
- Guyana
- Gambie
- Côte d'Ivoire
- Zambie
- Sierra Leone
- Djibouti
- Jamaïque
- Zimbabwe
- Saint-Vincent-et-les-Grenadines
- Somalie
- Tanzanie
- Tchad
- République centrafricaine
- Tuvalu
- Dominique
- Nauru
- Haïti
- Paraguay
- Timor oriental
- Fidji
- Bénin
- États fédérés de Micronésie
- Mauritanie
- Lesotho

### Bâtiment commun F

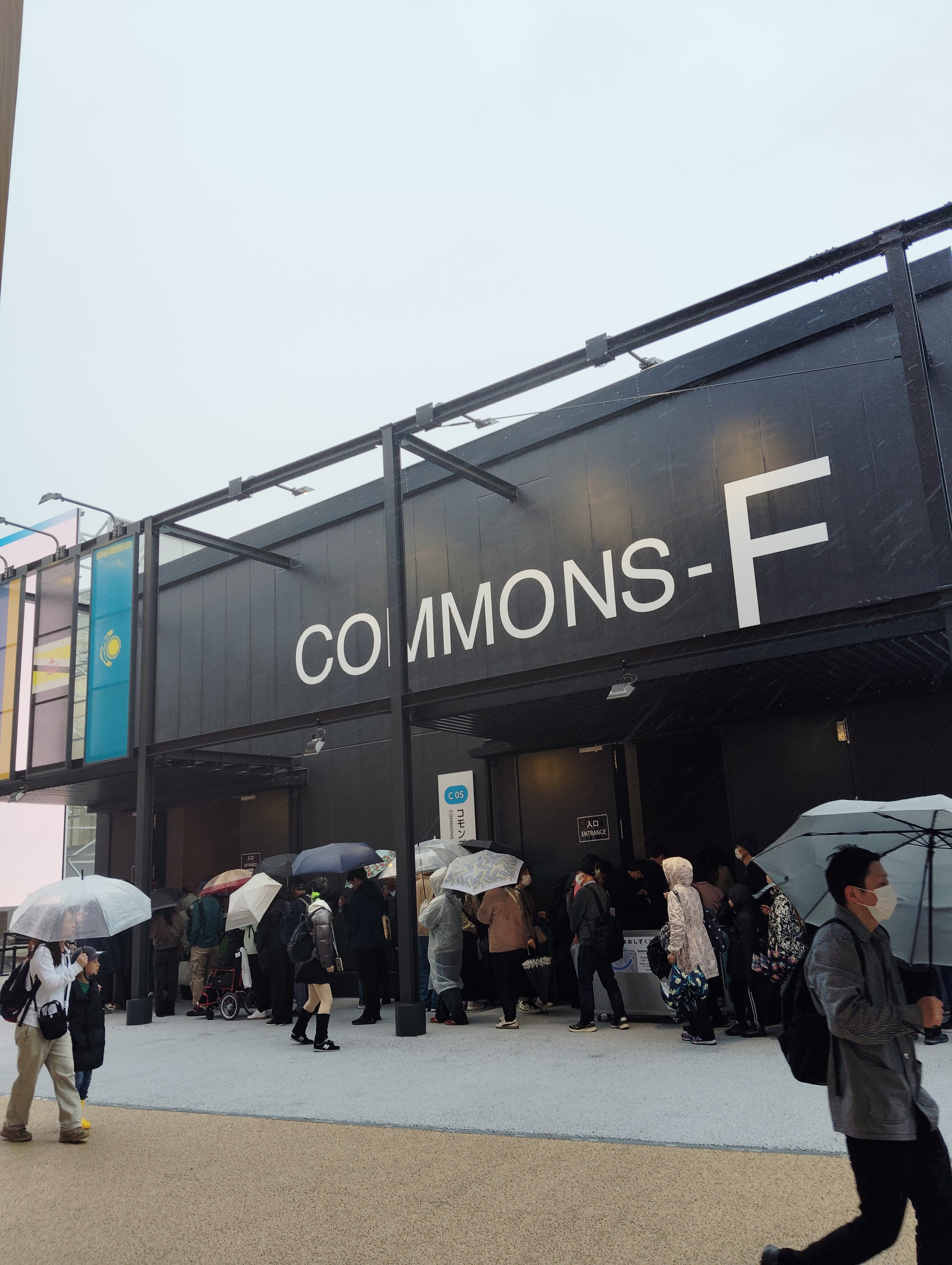
Le bâtiment commun F

Le bâtiment commun F abrite les pavillons de ces trois nations.
- Arménie
- Brunei
- Kazakhstan

## Pavillons des organisations internationales
À l'exception du pavillon de l'UE, tous les pavillons hébergés par des organisations internationales sont situés à l'intérieur d'un seul grand bâtiment dans la zone « Inspirer des vies ».
| Nom                                                             | Image | Zone,             | Description/Notes                           |
| --------------------------------------------------------------- | ----- | ----------------- | ------------------------------------------- |
| ASEAN                                                           |       | Inspirer des vies |                                             |
| Union européenne                                                |       | Sauver des vies   |                                             |
| Mouvement international de la Croix-Rouge et du Croissant-Rouge |       | Inspirer des vies |                                             |
| Centre international pour la science et la technologie          |       | Inspirer des vies |                                             |
| Alliance solaire internationale                                 |       | Inspirer des vies |                                             |
| International Thermonuclear Experimental Reactor                |       | Inspirer des vies |                                             |
| Organisation des Nations unies                                  |       | Inspirer des vies | Représente plus de 30 organisations des N.U |

## Pavillons«Signature»à thème
Les pavillons « Signature » à thème sont situés au centre du Grand Anneau entourant l'exposition. La construction et la planification des pavillons ont été dirigées par huit producteurs,.
| Nom                                     | Image | Code | Descriptions/Notes |
| --------------------------------------- | ----- | ---- | --- |
| Better Co-Being                         |       | X01  | Développé par Hiroaki Miyata. Le pavillon n'a ni toit ni murs, et est à la place couvert par un auvent. Pavillon conçu par SANAA,. |
| FUTURE OF LIFE                          |       | X02  | Développé par Hiroshi Ishiguro,. La structure du pavillon est basée sur l'eau et le rivage. La façade consiste en une membrane qui est conçue pour ressembler à l'eau scintillante.                                                         |
| Playground of Life : Jellyfish Pavilion |       | X03  | Développé par Sachiko Nakajima. Le thème du pavillon est « Invigorating Lives! », et la structure a trois niveaux, dont un situé en sous-sol. La plupart des expositions à l'intérieur du pavillon sont basées sur les méduses.             |
| null²                                   |       | X04  | Développé par Yoichi Ochiai,. Le thème du pavillon est « Forger des vies ». La structure est basée sur une grille cubique de voxels mesurant de 2 à 8 mètres de large,. La façade est recouverte d'une membrane qui ressemble à un miroir,. |
| DYNAMIC EQUILIBRIUM OF LIFE             |       | X05  | Développé par Shinichi Fukuoka. Le thème du pavillon est « Quest of Life », et la structure est basée sur et nommée d'après l'embryon. |
| LIVE EARTH JOURNEY                      |       | X06  | Développé par Shōji Kawamori. Le pavillon est fait de structures cubiques nommées « cellules » |
| EARTH MART                              |       | X07  | Développé par Kundō Koyama. Le pavillon lui-même est destiné à ressembler à un supermarché, et le toit du pavillon est fait de racines d'Imperata cylindrica, qui sont prévues pour être recyclées après l'expo.                            |
| Dialogue Theater                        |       | X08  | Développé par Naomi Kawase. Le pavillon est basé sur les bâtiments en bois de deux écoles fermées distinctes dans la préfecture de Nara et la préfecture de Kyoto.                                                                          |

## Pavillons du secteur privé
| Nom                                                             | Image | Zone,       | Descriptions/Notes |
| --------------------------------------------------------------- | ----- | ----------- | --- |
| Pavillon de l'électricité (en)                                  |       | Porte Est   | Une structure parrainée par la fédération des compagnies d'électricité (en), avec des expositions interactives liées à l'énergie,. |
| Gas Pavilion Obake Wonderland                                   |       | Porte Ouest | Parrainé par l'Association japonaise du gaz, il est situé du côté nord de l'anneau central du parc d'exposition et contient divers jeux et présentations interactives. |
| Gundam Next Future Pavilion                                     |       | Porte Ouest | Une structure basée sur la franchise Mobile Suit Gundam, avec une exposition immersive à l'intérieur,, incluant un sol avec technologie haptique et un écran de 18 sur 8 mètres. Il y a une statue Gundam de 16,7 mètres de haut et 49,1 tonnes à l'extérieur du pavillon.                                                                      |
| Pavillon commun Iida Group et Université métropolitaine d'Osaka |       | Porte Ouest | Un espace d'exposition partagé avec une grande façade textile Nishijin-ori (en) et un diorama d'une ville futuriste et d'une maison intelligente à l'intérieur,. |
| Pavilion Mitsubishi                                             |       | Porte Est   | Une structure conçue par Mitsubishi Jisho Design Studio, avec une façade faite de feuilles de polycarbonate réutilisables et une structure en bois ; le bâtiment est conçu pour donner l'impression de flotter au-dessus du sol,. À l'intérieur se trouve un écran de 9 sur 11 mètres, qui diffuse un court métrage sur l'origine de la vie.    |
| Pavilion NTT                                                    |       | Porte Est   | Une structure parrainée par la Nippon Telegraph and Telephone Corporation, avec trois zones d'exposition,. La façade est recouverte de pièces de tissu et de fils de carbone qui produisent du son. |
| Pavilion ORA Gaishoku                                           |       | Porte Ouest | Une structure à deux étages parrainée par l'Association des restaurants d'Osaka, avec une fresque sur sa façade. À l'intérieur, il y a un marché alimentaire et une fresque du Dōtonbori au premier étage, ainsi qu'un centre d'éducation alimentaire au deuxième étage,.                                                                       |
| Pavilion Panasonic Group                                        |       | Porte Est   | Conçu par Yuko Nagayama (en), le pavillon en forme d'arche présente des motifs d'anneaux qui se chevauchent et une membrane en tissu sur sa façade. À l'intérieur se trouve un espace d'exposition interactif,. |
| Pasona (en) Natureverse                                         |       | Porte Ouest | Un pavillon conçu par Design Labo et Maeda Corporation (en) et composé de deux structures en spirale. L'un des bâtiments a deux étages et mesure 17 mètres de haut, avec une façade à membrane rose pâle, tandis que l'autre a la forme d'un coquillage.                                                                                        |
| Pavilion Sumitomo                                               |       | Porte Est   | Une structure conçue par Dentsu Live et Nikken Sekkei. L'extérieur est inspiré des montagnes de Shikoku et est composé de plusieurs cèdres de 50 ans, ainsi que de 1 000 cyprès, tous provenant du bosquet de Sumitomo à Niihama,. À l'intérieur se trouve un théâtre avec un écran de 20 sur 7,5 mètres.                                       |
| Tamayama Digital Tech World                                     |       | Porte Ouest | Un pavillon pour Taïwan exploité par la société Tamayama Digital Tech (la nation n'a pas de pavillon spécifique car elle ne fait pas partie du Bureau International des Expositions). La façade comporte des panneaux métalliques, tandis que l'intérieur est décoré d'images de paysages et de monuments taïwanais, en plus de trois théâtres. |
| Pavilion Yoshimoto                                              |       | Porte Ouest | Une « sphère souriante » orange mesurant 20 mètres de haut, avec une scène à l'extérieur et quatre expositions à l'intérieur. |
| Zeri Japan Blue Ocean Dome                                      |       | Porte Ouest | Un ensemble de trois dômes conçus par Shigeru Ban, fabriqués en tube de papier, bambou laminé et plastique renforcé de fibre de carbone,. |

## Autres pavillons
| Nom                                               | Image | Zone,             | Descriptions/Notes |
| ------------------------------------------------- | ----- | ----------------- | --- |
| Architecture That Becomes a Forest                |       | Sauver des vies   | Un groupe temporaire de structures imprimées en 3D construit par Takenaka Corporation,. Il y a deux structures, mesurant 4,65 mètres de large et mètres 2,95 de haut ; toutes deux sont fabriquées à partir d'une résine biodégradable à base de plantes,. |
| Grand Anneau                                      |       | Plusieurs         | Une structure imaginée par Sou Fujimoto, faite en cyprès et cèdres japonais d'une circonférence d'environ deux kilomètres,. Cette structure entourne les pavillons étrangers. En 2025, il s'agissait de la plus grande structure architecturale en bois du monde selon le Guinness World Record. |
| Pavillon du Kansai                                |       | Porte Est         | Un pavillon domestique parrainé par les neuf préfectures dans la Région du Kansai (Shiga, Kyoto, Hyōgo, Nara, Wakayama, Tottori, Tokushima, Fukui et Mie),. |
| Pavillon des femmes en collaboration avec Cartier |       | Porte Est         | Conçu par Yuko Nagayama (en) et développé par Cartier et le gouvernement du Japon, le pavillon présente une façade en treillis. Si l'on regarde attentivement, elle ressemble au pavillon japonais de l'Expo 2020,. La façade est constituée de tiges d'acier reliées par des articulations sphériques, qui sont recouvertes de membranes translucides ; le pavillon dispose également d'arbres. C'est le seul pavillon de l'exposition consacré aux femmes,. |
| World Expo Museum                                 |       | Inspirer des vies | |